# Kalophrynus baluensis
Kalophrynus baluensis é uma espécie de anfíbio da família Microhylidae.
É endémica da Malásia.
Os seus habitats naturais são: regiões subtropicais ou tropicais húmidas de alta altitude e marismas intermitentes de água doce.